# Mk.56 砲射撃指揮装置
Mk.56 砲射撃指揮装置（英語: Mark 56 Gun Fire Control System, Mk.56 GFCS）は、アメリカ海軍が開発した艦砲用の射撃指揮装置。第二次世界大戦世代のGFCSとしては最高度の性能を備えている。

## 概要
方位盤は機力操縦で、XバンドのレーダーMk.35（後に軍用電子機器の命名規則に基づきAN/SPG-35と改称）と光学照準器を備えており、操作員2名が搭乗する有人式であった。操作員の光学照準による目標追尾も可能であるが、完全な自動追尾が基本的な運用であり、アメリカ海軍の実用機としては初めて盲目射撃（blindfire）も可能となっている。
まずビームを6度の角度で振ることでゆっくり空間を走査する螺旋走査（スパイラルスキャン）によって目標を捕捉したのち、ビームを振る角度を0.5度に狭めて素早く測角・測距する円錐走査（コニカルスキャン）によって目標を追尾する。追尾目標の速度は方位盤のジャイロスコープおよび距離追尾サーボ系のタコメーター・ジェネレータで求められる。弾道計算は艦内に収容されたコンピュータMk.42で行なわれ、弾道計算筐体を追加すれば同一目標に対して2種類の砲を指向することもできた。また、大戦中、高速で突入する特攻機に対してレーダー追尾が追いつかないケースが多発したことから、アメリカ海軍作戦部長アーネスト・キング大将は、光学機器を追加装備させた。
本機種は、1945年8月に初号機が納入され、1950年代より運用に入った。戦後も性能向上が進められ、亜音速機に対してであれば、追尾開始から2秒間で射撃を開始できるまでになった。指揮する砲としては、当初は38口径5インチ砲が用いられたが、戦後に50口径3インチ連装速射砲が開発されるとこちらが標準的になった。また54口径5インチ単装速射砲についてはMk.68が標準的であったが、本機も副方位盤として用いられた。
日本の海上自衛隊では、戦後初の国産護衛艦であったはるかぜ型（28DD）で本機種の装備を要求したがアメリカ側より認められず、実際の装備化は第2次防衛力整備計画でのやまぐも型（37DDK）以降となった経緯がある。
イギリスでは、本機種を元にMRS-3（Medium Range System）が開発された。原型となる903型は1946年より開発開始され、1958年より就役した。またGWS.22 シーキャット個艦防空ミサイル・システム用の派生型として904型も開発された。
このほか、射撃指揮レーダーを砲側装備（当初はMk.63と同じAN/SPG-34、のちにAN/SPG-48）に変更したMk.64 GUNARも開発され、これは主としてカナダ海軍において使用された。これは後に、カナダが独自にデジタル化改修を施し、レーダーをSPG-515に変更したMk.69に発展した。

### 搭載艦艇
Mk.56 GFCS
 アメリカ合衆国
- エセックス級航空母艦 ※一部艦の近代化改修で搭載
- アイオワ級戦艦 ※一部艦の近代化改修で搭載
- フォレスト・シャーマン級駆逐艦
- ブロンシュタイン級フリゲート
- ブルック級ミサイルフリゲート
- ガーシア級フリゲート
- ハミルトン級カッター ※FRAM改修でMk.92に換装

 日本
- やまぐも型護衛艦
- みねぐも型護衛艦
- たかつき型護衛艦

MRS-3
 イギリス
- 空母「ハーミーズ」
- デアリング級駆逐艦
- カウンティ級駆逐艦
- ロスシー級フリゲート　※近代化改修時にMk.6M方位盤（275型レーダー）より換装。
- リアンダー級フリゲート
- 81型（トライバル級）フリゲート

 インド
- ニルギリ級フリゲート